# 폴리스 스파이
《폴리스 스파이》는 2019년에 개봉한 대한민국 영화이다. 제작은 영화맞춤제작소, 배급사는 블리트 필름. DMZ 3부작의 두 번째 영화. 첫번째는 ‘데스트랩’ 그 이후 영화는 ‘디엠지리로드’.

## 시놉시스
목숨보다 귀중한 운반품을 북으로 운반하라는 긴급명령!

대한민국의 경찰로 위장근무 중인 북한 엘리트 공작원 ‘지원’은 중요한 운반품을 북으로 전달하라는 갑작스러운 지령을 받는다.
하지만 임무수행 중, 중요한 운반품을 잃어버리게 되고... DMZ인근의 인적 없는 숲속에서 북으로도 남으로도 가지 못하는 기구한 운명에 처한다. 이 때, 그녀 앞에 나타난 미스터리한 두 여성... 그녀들의 정체는 범죄흔적을 은닉하기 위해 인적 없는 숲 속을 찾아온 잔혹한 2인조 연쇄살인마다. 이제, 서로가 자신의 정체를 감추고 각자의 목적을 이루어야 하는 운명에 처하게 된다. 과연 그녀들의 선택은 무엇일까?

## 출연
- 나현주
- 주혜지